# Teòfil d'Atenes
Teòfil (en llatí Theophilus, en grec antic Θεόφιλος) fou un poeta còmic atenenc probablement de la comèdia mitjana, encara que ocasionalment és presentat com a representant de la nova comèdia.
Ateneu de Naucratis i Suides relacionen les seves obres:
- Ἀπόδημοι ("Apódemoi" Els viatgers).
- Βοιωτία ("Boiotía" Beòcia).
- Ἐπιδαυριος ("Epidaurios" Epidaure).
- Ἰατρός ("Iatrós" El metge).
- Κιθαρῳδός ("Kizrodós" El citarista).
- Νεοπτόλεμος ("Neoptólemos" Neoptòlem).
- Παγκρατιαστής ("Pankratiastes", Els que lluiten al Pancraci).
- Προιτίδες, ("Proitídes").
- Φιλαυλος ("Philaulos" El que li agrada l'aulos)

Fabricius l'inclou a la Bibliotheca Graeca.